# Narodna knjižnica Srbije
Narodna knjižnica Srbije osnovana je 1832. u knjižari Gligorija Vozarovića. Inicijalni fond činili su pokloni Vozarevića i drugih srpskih kulturnih poslanika. Knez Miloš je naredio da se jedan primjerak od svake tiskane knjige ustupi ovoj knjižnici. Tako je ustanovljena institucija obaveznoga primjerka.
Zgrada knjižnice pogođena je 6. travnja 1941. prilikom njemačkog bombardiranja Beograda i veliki dio knjižnog fonda je tada uništen. Postojeća zgrada Narodne knjižnice na Vračaru izgrađena je 1973. godine. Zgradu je projektirao arhitekt Ivo Kurtović.

## Upravitelji
Upravitelji Narodne knjižnice bili su:
- 1853. – 1856. – Filip Nikolić (1830. – 1867.)
- 1856. – 1859. – Đuro Daničić (1825. – 1882.)
- 1861. – 1869. – Janko Šafarik (1814. – 1876.)
- 1869. – 1874. – Stojan Novaković (1842. – 1915.)
- od 1875. – Jovan Bošković (1834. – 1892.)
- 1880. – 1886. – Nićifor Dučić (1832. – 1900.)
- od 1886. – Milan Đ. Milićević (1831. – 1908.)
- do 1900. – Dragiša Stanojević (1844. – 1918.)
- 1900. – 1901. – Stojan Protić (1857. – 1923.)
- 1901. – 1903. – Ljubomir Jovanović (1865. – 1928.)
- 1903. – 1927. – Jovan Tomić (1869. – 1932.)
- 1927. – 1935. – Miloš Zečević (1880. – 1955.)
- 1935. – 1941. – Dragoslav Ilić (1889. – 1973.)
- 1941. – 1945. – Đorđe Radojčić (1905. – 1970.)
- 1945. – 1960. – Dušan Milačić (1892. – 1979.)
- 1960. – 1965. – Čedomir Minderović (1912. – 1966.)
- 1965. – 1968. – Milorad Panić-Surep (1912. – 1968.)
- 1968. – 1977. – Svetislav Đurić (1919. – 2004.)
- 1977. – 1979. – Vladimir Stevanović (1930. – 1979.)
- 1980. – 1983. – Vaso Milinčević (1928. – )
- 1983. – 1988. – Milan Milutinović (1942. – )
- 1988. – 2001. – Milomir Petrović (1934. – )
- 2001. – 2012. – Sreten Ugričić (1961. – )
- 2012. – 2013. – Dejan Ristić (1972. – )
- 2013. – 2015. – Svetlana Jančić (1948. – )
- 2015. –  2021. – Laslo Blašković (1966. – )
- 2021. –  danas – Vladimir Pištalo (1960. – )